# جينيفر لاندون
جينيفر لاندون (بالإنجليزية: Jennifer Landon)‏ هي ممثلة أمريكية، ولدت في 29 أغسطس 1983 في ماليبو في الولايات المتحدة.

## أعمال

### مسلسلات
- هاوس

## وصلات خارجية
- جينيفر لاندون على موقع IMDb (الإنجليزية)
- جينيفر لاندون على موقع ميتاكريتيك (الإنجليزية)
- جينيفر لاندون على موقع روتن توميتوز (الإنجليزية)
- جينيفر لاندون على موقع قاعدة بيانات الأفلام العربية
- جينيفر لاندون على موقع ألو سيني (الفرنسية)
- جينيفر لاندون على موقع أول موفي (الإنجليزية)
- جينيفر لاندون على موقع إن إن دي بي (الإنجليزية)
- جينيفر لاندون على موقع قاعدة بيانات الفيلم (الإنجليزية)
- جينيفر لاندون على موقع ليتربوكسد (الإنجليزية)
- جينيفر لاندون على موقع كينوبويسك (الروسية)